# Musikjahr 1426
Liste der Musikjahre

◄◄ | ◄ | 1422 | 1423 | 1424 | 1425 | Musikjahr 1426

Weitere Ereignisse
Dieser Artikel behandelt das Musikjahr 1426.

## Ereignisse

### Heiliges Römisches Reich

#### Grafschaft Hennegau
- Jean le Carlier, gen. Le Gillot, ist von 1426 bis 1449 Chormeister an der Basilika St. Vincent in Soignes.[1]

#### Herzogtum Österreich
- 14. April: Der deutsche Benediktiner, Theologe, Prediger und Musiktheoretiker Johannes Keck immatrikuliert sich an der Universität Wien.[2]

#### Hochstift Lüttich
- Der Komponist Johannes Brassart, der seit 1422 für die Kollegiatkirche St-Jean-l’Évangéliste in Lüttich tätig war und 1424 als succentor ein Stipendium nach Rom erhalten hatte, kehrt 1426 wieder zurück und liest seine erste Messe in der Kollegiatkirche.[3][4]
- Der franko-flämische Komponist Johannes de Lymburgia ist 1426 als Succentor an der Kirche des Chorherrenstiftes Saint-Jean-l’Évangéliste in Lüttich tätig.[5]

#### Kurpfalz
- Der deutscher Theologe und Musiktheoretiker Konrad von Zabern macht 1426 an der Artistenfakultät der Universität Heidelberg seinen Bachelor.[6]

### Herzogtum Burgund
- Der Komponist Jacobus Vide ist seit Dezember 1423 Kammerdiener (valet de chambre) des burgundischen Herzogs Philipp III. Er ist kein Mitglied der burgundischen Kapelle, aber anscheinend privater Musiker des Herzogs. 1426 wird ihm die Unterweisung einiger Chorknaben übertragen.[7][8]

- Jeanne de Binche, geborene Paulouche, die Mutter von Gilles Binchois, stirbt wahrscheinlich 1526 in Soignies.[9]

### Italienische Staaten

#### Kirchenstaat
- Der Komponist Blasius (Frater Blasius ungarus) ist 1426 als Kantor an der Basilika San Francesco in Bologna tätig.[10][11]
- Guillaume Dufay ist seit 1420 als Mitglied der Malatesta-Hofkapelle in Pesaro oder Rimini tätig.[12] Es gibt (auf Grund des Rondeaus Adieu ces bons vins de Lannoys von 1426) Vermutungen, Dufay habe etwa 1424 bis 1426 als Sänger an der Kathedrale von Laon (Nordfrankreich) gewirkt; diese lassen sich aber nicht belegen, so dass sein Verbleiben in den Diensten der Malatesta bis 1426 angenommen werden kann. Ab Ende Februar oder März 1426 bis August 1428 lebt er in Bologna und studiert dort Kirchenrecht.[13][14]
- Der italienische Komponist und Musiktheoretiker Ugolino von Orvieto, der seit 1415 Kanoniker der Kathedrale von Forlì ist und 1425 zum Archidiakon ernannt wurde, besucht am Lukastag 1426 Ferrara mit den Sängern aus Forlì.[15]

#### Republik Florenz
- Der Notar, Richter, Organist und Komponist Piero Mazzuoli, der seinen Vater Giovanni Mazzuoli als Organist der Kathedrale Santa Maria del Fiore in Florenz seit 1425 vertritt, übernimmt dieses Amt nach dessen Tod am 13. Mai 1426.[16]

### Königreich England
- Der englische Kirchenmusiker und Komponist John Cooke wird möglicherweise im März 1426 zum Kanoniker der St. Paul’s Cathedral in London ernannt.[17]
- Der englische Komponist John Pyamour ist von 1419 bis 1426 Mitglied der Chapel Royal.[18]

## Kompositionen und Schriften
- Guillaume Dufay
  - Adieu ces bons vins de Lannoys, 1426 (Rondeau)
  - Apostolo glorioso, 1426 (Motette für Pandolfo Malatesta)[19]
- Guillaume Legrant – Credo zu drei Stimmen, 1426[20][21]

## Instrumentenbau
- Der italienische Maler Masaccio stellt in seinem Altarbild Thronende Madonna mit Kind und Engeln, die er als Mitteltafel des Altarretabels für die Kirche Santa Maria del Carmine in Pisa gemalt hat (heute in der National Gallery in London) zwei fünfchörige Lauten dar.[22] Diese sind bis zum Ende des 15. Jahrhunderts in Italien in Gebrauch.

## Gestorben

### Todesjahr gesichert
- 13. Mai: Giovanni Mazzuoli, Organist und Komponist (* um 1350)[23]

### Genaues Todesdatum unbekannt
- Vor März: John Pyamour, englischer Komponist (* unbekannt)[24][25]

### Gestorben nach 1426
- Matteo da Perugia, italienischer Komponist (* vor 1402)[26]